# London Town
London Town är ett album från 1978 av den brittiska rockgruppen Wings.
Många av låtarna på London Town är inspelad med samma band som de två tidigare skivorna, men under inspelningarna slutade både Jimmy McCulloch och Joe English, och skivan fick slutföras av kärnan i Wings, Paul & Linda McCartney samt Denny Laine.
Detta ligger förmodligen bakom att Laine har så pass stort inflytande på denna skiva. Han är medupphovsman till fem låtar och bidrog dessutom till "Mull of Kintyre" som spelades in samtidigt men enbart kom som singel tillsammans med "Girl's School", som inte heller fick plats på skivan.
Skivan kan beskrivas som Wings folkalbum, med många låtar som tar avstamp från folkmusiken, med akustiska gitarrer, flöjter och liknande instrument. Framför allt är det låtarna där Denny Laine haft ett finger med i spelet som visar dessa influenser.
Från London Town släpptes tre singlar: "With a Little Luck" med B-sidan "Backwards Traveller/Cuff Link", "I've Had Enough/Deliver Your Children" samt "London Town" med "Name and Address" som B-sida.

## Låtlista
Musik och text av McCartney om inget annat anges
- Sida 1

1. "London Town" - (McCartney/Laine)
2. "Cafe on the Left Bank"
3. "I'm Carrying"
4. "Backwards Traveller"
5. "Cuff Link" 
  - Instrumental låt som på LP:n listades som ett medley med Backwards Traveller.
6. "Children Children" - (McCartney/Laine)
  - Denny Laine sjunger denna sång.
7. "Girlfriend" 
  - Spelades senare in av Michael Jackson och ledde till att McCartney och Jackson blev goda vänner en tid.
8. "I've Had Enough"

- Sida 2

1. "With a Little Luck"
2. "Famous Groupies"
3. "Deliver Your Children" - (McCartney/Laine)
  - Denny Laine sjunger denna sång.
4. "Name and Address" 
  - Sjungs i Elvis Presley-stil och kan ses som en hyllning till den då nyligen avlidne artisten.
5. "Don't Let It Bring You Down" - (McCartney/Laine)
6. "Morse Moose and the Grey Goose" - (McCartney/Laine)

Senare versioner på CD har lagt till bonuslåtar. 

## Listplaceringar
| Lista (1978)   | Position            |
| -------------- | ------------------- |
| Finland        | 12                  |
| Frankrike      | 3                   |
| Japan          | 4 (Oricon)          |
| Kanada         | 2 (RPM)             |
| Nederländerna  | 1                   |
| Norge          | 2 (VG-lista)        |
| Nya Zeeland    | 4                   |
| Storbritannien | 4 (UK Albums Chart) |
| Sverige        | 4 (Topplistan)      |
| USA            | 2 (Billboard 200)   |
| Västtyskland   | 6                   |
| Österrike      | 4                   |